# チュヴァシ竜
チュヴァシ竜（チュヴァシりゅう、Chuvash dragon）とはチュヴァシ人、ヴォルガ・ブルガール人の間で伝承されている竜蛇のことである。

## チュヴァシの伝承
チュヴァシの伝承において、竜の一種であるヴェリ・シェレン(チュヴァシ語表記: Вěри Çěлен, Věri Şělen「炎の蛇」)は子孫のために夜に炎の蛇となって現れ、人間の子孫を増やすという。そして再び流星のごとく去るという。 ヴェリ・シェレンは母親によって殺された私生児から生れるとされる。

## ヴォルガ・ブルガールの伝承
ブルガール人がある町を創始したとき、そこに大きい蛇を発見した。 彼らが、蛇を殺すと決めたが、蛇は、平和を求めて、翼を与えるようアラーに嘆願したという。蛇は翼を得て、町から飛び去った。
別の大きな蛇はイスラム以前の宗教寺院に住んでいると言われた。ブルガールは10世紀にはイスラムを受容していたが、蛇はティムール侵入の時代まで生き残ったという。

## テュルク系諸民族の竜信仰
セルジューク朝は中国的な竜の伝承を持っており、十二支の概念まであった。これはそのまま民族移動の後成立したオスマン帝国でも同様である。テュルク系諸民族の竜はエヴレン（Evren）、エジュデルハー（Ejderha）と呼ばれる。エジュデルハー（Ejderha）はアジ・ダハーカに由来する。中国から伝わったトルコの「ルー」は十二支に出る竜であり、天空を象徴する竜である。
テュルク系諸民族の竜信仰は一般的にロシア・東欧の影響を受けていないためか、絵は中国の竜にかなり似ている。